# San Juan Guelavía
San Juan Guelavía är en kommunhuvudort i Mexiko.   Den ligger i kommunen San Juan Guelavía och delstaten Oaxaca, i den sydöstra delen av landet, 400 km sydost om huvudstaden Mexico City. San Juan Guelavía ligger 1 600 meter över havet och antalet invånare är 3 014.
Terrängen runt San Juan Guelavía är varierad. Runt San Juan Guelavía är det ganska tätbefolkat, med 56 invånare per kvadratkilometer. Närmaste större samhälle är Tlacolula de Matamoros, 7,2 km öster om San Juan Guelavía. Trakten runt San Juan Guelavía består i huvudsak av gräsmarker.